# Popol Vuh
Popol Vuh ("Rådsbogen") er en maya-bog med skrifter indeholdende mayaernes skabelsesberetning og de religiøst vigtige historier om helte-tvillingerne.
Den bedst kendte og mest komplette udgave af Popul Vuh er på quiché-folkets mayasprog. Efter Spaniens erobring af Guatemala skrev nogle mayaer i hemmelighed kopier af de gamle mayabøger, men med latinske bogstaver i stedet for mayaskrift. En af disse bøger blev opdaget omkring 1702 af præsten Francisco Ximénez i den guatemalanske by Chichicastenango. Han afskrev bogen i stedet for at brænde den. Desuden tilføjede han en spansk oversættelse. Denne kopi endte i San Carlos-universitetets bibliotek i Guatemala City, hvor den blev opdaget af Etienne Brasseur de Bourbourg og Carl Scherzer i 1854. De udgav få år senere franske og spanske udgaver; de første af mange oversættelser.
Efter de mytologiske afsnit giver manuskriptet med detaljerede oplysninger om grundlæggelsen af Quiché-kongedømmet og dets historie i Guatemala og forbinder den kongelige familie med guderne for at retfærdiggøre styret og give det guddommelig ret. Manuskriptet er i Newberry Library i Chicago, USA.
Præ-columbiansk maya-begravelseslertøj indeholder ofte afsnit af teksten i Popul Vuh skrevet med hieroglyffer og illustrationer af scener fra legenderne. Nogle historier fra Popul Vuh bliver fortsat fortalt af moderne mayaer; historier optaget af antropologer i det 20. århundrede kan have bevaret dele af de gamle sagn i mere komplette udgaver end Ximénez' manuskript.